# Challenge Cup 2006
Der Challenge Cup 2006 (aus Sponsoringgründen auch als Powergen Challenge Cup bezeichnet) war die 105. Ausgabe des jährlichen Rugby-League-Turniers Challenge Cup. Im Finale gewann der St Helens RLFC 42:12 gegen die Huddersfield Giants und gewann damit das Turnier zum 10. Mal.

## Erste Runde
|  | Thornhill Trojans | 30 : 12 | Eastmoor Dragons |  |
|  |                   |         |                  |  |

|  | West Bowling | 15 : 14 | Halton Simms Cross |  |
|  |              |         |                    |  |

|  | Bramley Buffaloes | 30 : 12 | Thatto Heath Crusaders |  |
|  |                   |         |                        |  |

|  | Clayton | 24 : 32 | Warrington Wizards |  |
|  |         |         |                    |  |

|  | Royal Navy | 16 : 38 | Wigan St Patricks |  |
|  |            |         |                   |  |

|  | Eccles & Salford | 10 : 12 | Hunslet Warriors |  |
|  |                  |         |                  |  |

|  | Leigh East | 86 : 10 | Askam |  |
|  |            |         |       |  |

|  | Shaw Cross Sharks | 32 : 22 | Oldham St Annes |  |
|  |                   |         |                 |  |

|  | Skirlaugh Bulls | 12 : 8 | Normanton Knights |  |
|  |                 |        |                   |  |

|  | East Leeds | 28 : 12 | Milford Marlins |  |
|  |            |         |                 |  |

|  | Ovenden | 32 : 28 | Bank Quay Bulls |  |
|  |         |         |                 |  |

|  | Bradford Dudley Hill | 42 : 12 | Gateshead Storm |  |
|  |                      |         |                 |  |

|  | York Acorn | 29 : 22 | Ince Rose Bridge |  |
|  |            |         |                  |  |

|  | Royal Air Force | 13 : 42 | Siddal |  |
|  |                 |         |        |  |

|  | Wigan St Judes | 12 : 33 | Kells |  |
|  |                |         |       |  |

|  | Walney Central | 18 : 0 | Ideal Isberg |  |
|  |                |        |              |  |

|  | East Hull | 46 : 0 | Castleford Lock Lane |  |
|  |           |        |                      |  |

|  | Leigh Miners Rangers | 76 : 0 | Bransholme |  |
|  |                      |        |            |  |

|  | Gloucestershire Warriors | 20 : 36 | Blackbrook Royals |  |
|  |                          |         |                   |  |

|  | Seaton Rangers | 34 : 4 | Rochdale Mayfield |  |
|  |                |        |                   |  |

|  | Barrow Island | 32 : 18 | Stanley Rangers |  |
|  |               |         |                 |  |

|  | Crosfields | 20 : 28 | Oulton Raiders |  |
|  |            |         |                |  |

|  | Saddleworth Rangers | 33 : 32 | Hull Dockers |  |
|  |                     |         |              |  |

|  | Widnes St Maries | 40 : 12 | St Albans Centurions |  |
|  |                  |         |                      |  |

|  | British Army | 38 : 18 | West Hull |  |
|  |              |         |           |  |

## Zweite Runde
|  | Leigh Miners Rangers | 38 : 26 | Oulton Raiders |  |
|  |                      |         |                |  |

|  | Warrington Wizards | 20 : 22 | Bradford Dudley Hill |  |
|  |                    |         |                      |  |

|  | East Hull | 10 : 8 | Wigan St Patricks |  |
|  |           |        |                   |  |

|  | Hunslet Warriors | 30 : 18 | Siddal |  |
|  |                  |         |        |  |

|  | East Leeds | 22 : 46 | Widnes St Maries |  |
|  |            |         |                  |  |

|  | York Acorn | 35 : 16 | Seaton Rangers |  |
|  |            |         |                |  |

|  | Walney Central | 0 : 28 | Saddleworth Rangers |  |
|  |                |        |                     |  |

|  | Ovenden | 38 : 24 | Blackbrook Royals |  |
|  |         |         |                   |  |

|  | Skirlaugh Bulls | 25 : 12 | Wath Brow Hornets |  |
|  |                 |         |                   |  |

|  | Bramley Buffaloes | 22 : 28 | Shaw Cross Sharks |  |
|  |                   |         |                   |  |

|  | Barrow Island | 18 : 28 | Kells |  |
|  |               |         |       |  |

|  | British Army | 14 : 20 | West Bowling |  |
|  |              |         |              |  |

|  | Leigh East | 14 : 32 | Thornhill Trojans |  |
|  |            |         |                   |  |

## Dritte Runde
|  | Leigh Miners Rangers | 6 : 34 | Rochdale Hornets |  |
|  |                      |        |                  |  |

|  | Whitehaven | 72 : 0 | Salanque Méditerranée Pia XIII |  |
|  |            |        |                                |  |

|  | Thornhill Trojans | 16 : 12 | Workington Town |  |
|  |                   |         |                 |  |

|  | London Skolars | 20 : 10 | Gateshead Thunder |  |
|  |                |         |                   |  |

|  | Batley Bulldogs | 24 : 10 | Limoux Grizzlies |  |
|  |                 |         |                  |  |

|  | Blackpool Panthers | 10 : 18 | Toulouse Olympique |  |
|  |                    |         |                    |  |

|  | Celtic Crusaders | 64 : 4 | RC Lokomotive Moskau |  |
|  |                  |        |                      |  |

|  | Dewsbury Rams | 68 : 0 | Bradford Dudley Hill |  |
|  |               |        |                      |  |

|  | Doncaster Lakers | 34 : 18 | Shaw Cross Sharks |  |
|  |                  |         |                   |  |

|  | East Hull | 2 : 20 | Hunslet Hawks |  |
|  |           |        |               |  |

|  | Hull Kingston Rovers | 62 : 1 | York Acorn |  |
|  |                      |        |            |  |

|  | Hunslet Warriors | 0 : 38 | Widnes Vikings |  |
|  |                  |        |                |  |

|  | Leigh Centurions | 80 : 0 | Kazan Arrows |  |
|  |                  |        |              |  |

|  | Oldham Roughyeds | 34 : 10 | Saddleworth Rangers |  |
|  |                  |         |                     |  |

|  | Skirlaugh Bulls | 14 : 36 | Featherstone Rovers |  |
|  |                 |         |                     |  |

|  | Swinton Lions | 42 : 18 | Sheffield Eagles |  |
|  |               |         |                  |  |

|  | Kells | 6 : 26 | Halifax |  |
|  |       |        |         |  |

|  | Ovenden | 10 : 50 | York City Knights |  |
|  |         |         |                   |  |

|  | West Bowling | 0 : 34 | Keighley Cougars |  |
|  |              |        |                  |  |

|  | Widnes St Maries | 14 : 30 | Barrow Raiders |  |
|  |                  |         |                |  |

## Vierte Runde
| 31. März 20:00 | St Helens      | 56 : 6 | Doncaster Lakers | Knowsley Road, St Helens Zuschauer: 6.159 Schiedsrichter: Peter Taberner |
| 31. März 20:00 | (24:0) Bericht |        |                  | Knowsley Road, St Helens Zuschauer: 6.159 Schiedsrichter: Peter Taberner |

| 1. April 14:30 | Bradford Bulls | 23 : 12 | Hull FC | Odsal Stadium, Bradford Zuschauer: 7.705 Schiedsrichter: Richard Silverwood |
| 1. April 14:30 | (8:6) Bericht  |         |         | Odsal Stadium, Bradford Zuschauer: 7.705 Schiedsrichter: Richard Silverwood |

| 1. April 15:00 | Rochdale Hornets | 32 : 8 | Celtic Crusaders | Spotland Stadium, Rochdale Zuschauer: 666 Schiedsrichter: Paul Carr |
| 1. April 15:00 | (20:0) Bericht   |        |                  | Spotland Stadium, Rochdale Zuschauer: 666 Schiedsrichter: Paul Carr |

| 1. April 19:00 | Dragons Catalans | 66 : 0 | Thornhill Trojans | Stade Jean-Laffon, Perpignan Zuschauer: 1.000 Schiedsrichter: Robert Hicks |
| 1. April 19:00 | (14:0) Bericht   |        |                   | Stade Jean-Laffon, Perpignan Zuschauer: 1.000 Schiedsrichter: Robert Hicks |

| 2. April 14:00 | Wakefield Trinity Wildcats | 22 : 32 | Wigan Warriors | Belle Vue, Wakefield Zuschauer: 3.123 Schiedsrichter: Karl Kirkpatrick |
| 2. April 14:00 | (22:12) Bericht            |         |                | Belle Vue, Wakefield Zuschauer: 3.123 Schiedsrichter: Karl Kirkpatrick |

| 2. April 15:00 | Barrow Raiders | 40 : 8 | Oldham Roughyeds | Craven Park, Barrow Zuschauer: 975 Schiedsrichter: Dave Merrick |
| 2. April 15:00 | (18:2) Bericht |        |                  | Craven Park, Barrow Zuschauer: 975 Schiedsrichter: Dave Merrick |

| 2. April 15:00 | Batley Bulldogs | 16 : 28 | Whitehaven | Mount Pleasant, Batley Zuschauer: 679 Schiedsrichter: Mike Dawber |
| 2. April 15:00 | (10:14) Bericht |         |            | Mount Pleasant, Batley Zuschauer: 679 Schiedsrichter: Mike Dawber |

| 2. April 15:00 | Featherstone Rovers | 44 : 10 | Keighley Cougars | Post Office Road, Featherstone Zuschauer: 1.024 Schiedsrichter: Craig Halloran |
| 2. April 15:00 | (18:0) Bericht      |         |                  | Post Office Road, Featherstone Zuschauer: 1.024 Schiedsrichter: Craig Halloran |

| 2. April 15:00 | Halifax        | 8 : 40 | Huddersfield Giants | The Shay, Halifax Zuschauer: 2.882 Schiedsrichter: Ronnie Laughton |
| 2. April 15:00 | (2:24) Bericht |        |                     | The Shay, Halifax Zuschauer: 2.882 Schiedsrichter: Ronnie Laughton |

| 2. April 15:00 | Harlequins RL  | 48 : 6 | Toulouse Olympique | The Stoop, London Zuschauer: 3.917 Schiedsrichter: Phil Bentham |
| 2. April 15:00 | (10:6) Bericht |        |                    | The Stoop, London Zuschauer: 3.917 Schiedsrichter: Phil Bentham |

| 2. April 15:00 | Leigh Centurions | 12 : 36 | Leeds Rhinos | Coliseum Stadium, Leigh Zuschauer: 3.917 Schiedsrichter: Steve Ganson |
| 2. April 15:00 | (0:22) Bericht   |         |              | Coliseum Stadium, Leigh Zuschauer: 3.917 Schiedsrichter: Steve Ganson |

| 2. April 15:00 | Salford City Reds | 32 : 4 | Dewsbury Rams | The Willows, Salford Zuschauer: 1.899 Schiedsrichter: Gareth Hewer |
| 2. April 15:00 | (16:0) Bericht    |        |               | The Willows, Salford Zuschauer: 1.899 Schiedsrichter: Gareth Hewer |

| 2. April 15:00 | Swinton Lions | 18 : 20 | York City Knights | Park Lane, Bury Zuschauer: 672 Schiedsrichter: Ian Smith |
| 2. April 15:00 | (6:6) Bericht |         |                   | Park Lane, Bury Zuschauer: 672 Schiedsrichter: Ian Smith |

| 2. April 15:00 | Warrington Wolves | 52 : 0 | London Skolars | Halliwell Jones Stadium, Warrington Zuschauer: 3.012 Schiedsrichter: Jamie Leahy |
| 2. April 15:00 | (28:0) Bericht    |        |                | Halliwell Jones Stadium, Warrington Zuschauer: 3.012 Schiedsrichter: Jamie Leahy |

| 2. April 15:00 | Widnes Vikings | 14 : 4 | Castleford Tigers | Lowerhouse Lane, Widnes Zuschauer: 4.205 Schiedsrichter: Ashley Klein |
| 2. April 15:00 | (8:4) Bericht  |        |                   | Lowerhouse Lane, Widnes Zuschauer: 4.205 Schiedsrichter: Ashley Klein |

| 2. April 15:30 | Hunslet Hawks  | 0 : 22 | Hull Kingston Rovers | South Leeds Stadium, Leeds Zuschauer: 1.259 Schiedsrichter: Colin Morris |
| 2. April 15:30 | (0:10) Bericht |        |                      | South Leeds Stadium, Leeds Zuschauer: 1.259 Schiedsrichter: Colin Morris |

## Fünfte Runde
| 19. Mai 20:00 | Leeds Rhinos   | 66 : 0 | Rochdale Hornets | Headingley Carnegie Stadium, Leeds Zuschauer: 4.717 Schiedsrichter: Peter Taberner |
| 19. Mai 20:00 | (26:0) Bericht |        |                  | Headingley Carnegie Stadium, Leeds Zuschauer: 4.717 Schiedsrichter: Peter Taberner |

| 19. Mai 20:00 | Salford City Reds | 16 : 4 | Wigan Warriors | The Willows, Salford Zuschauer: 5.888 Schiedsrichter: Phil Bentham |
| 19. Mai 20:00 | (0:0) Bericht     |        |                | The Willows, Salford Zuschauer: 5.888 Schiedsrichter: Phil Bentham |

| 20. Mai 14:45 | St Helens      | 42 : 18 | Bradford Bulls | Knowsley Road, St Helens Zuschauer: 10.374 Schiedsrichter: Karl Kirkpatrick |
| 20. Mai 14:45 | (26:6) Bericht |         |                | Knowsley Road, St Helens Zuschauer: 10.374 Schiedsrichter: Karl Kirkpatrick |

| 21. Mai 14:15 | Widnes Vikings  | 16 : 34 | Dragons Catalans | Lowerhouse Lane, Widnes Zuschauer: 3.014 Schiedsrichter: Ashley Klein |
| 21. Mai 14:15 | (10:24) Bericht |         |                  | Lowerhouse Lane, Widnes Zuschauer: 3.014 Schiedsrichter: Ashley Klein |

| 21. Mai 15:00 | Harlequins RL  | 82 : 8 | Barrow Raiders | The Stoop, London Zuschauer: 1.512 Schiedsrichter: Jamie Leahy |
| 21. Mai 15:00 | (40:0) Bericht |        |                | The Stoop, London Zuschauer: 1.512 Schiedsrichter: Jamie Leahy |

| 21. Mai 15:00 | Huddersfield Giants | 38 : 4 | York City Knights | Galpharm Stadium, Huddersfield Zuschauer: 2.355 Schiedsrichter: Richard Silverwood |
| 21. Mai 15:00 | (12:4) Bericht      |        |                   | Galpharm Stadium, Huddersfield Zuschauer: 2.355 Schiedsrichter: Richard Silverwood |

| 21. Mai 15:00 | Hull Kingston Rovers | 44 : 12 | Featherstone Rovers | Craven Park, Hull Zuschauer: 2.432 Schiedsrichter: Ronnie Laughton |
| 21. Mai 15:00 | (16:8) Bericht       |         |                     | Craven Park, Hull Zuschauer: 2.432 Schiedsrichter: Ronnie Laughton |

| 21. Mai 15:00 | Warrington Wolves | 46 : 2 | Whitehaven | Halliwell Jones Stadium, Warrington Zuschauer: 4.751 Schiedsrichter: Steve Ganson |
| 21. Mai 15:00 | (24:2) Bericht    |        |            | Halliwell Jones Stadium, Warrington Zuschauer: 4.751 Schiedsrichter: Steve Ganson |

## Viertelfinale
| 3. Juni 15:00 | St Helens      | 56 : 10 | Dragons Catalans | Knowsley Road, St Helens Zuschauer: 8.319 Schiedsrichter: Richard Silverwood |
| 3. Juni 15:00 | (20:6) Bericht |         |                  | Knowsley Road, St Helens Zuschauer: 8.319 Schiedsrichter: Richard Silverwood |

| 4. Juni 14:05 | Hull Kingston Rovers | 40 : 36 | Warrington Wolves | Craven Park, Hull Zuschauer: 7.012 Schiedsrichter: Steve Ganson |
| 4. Juni 14:05 | (24:22) Bericht      |         |                   | Craven Park, Hull Zuschauer: 7.012 Schiedsrichter: Steve Ganson |

| 4. Juni 15:00 | Huddersfield Giants | 44 : 14 | Salford City Reds | Galpharm Stadium, Huddersfield Zuschauer: 4.200 Schiedsrichter: Ashley Klein |
| 4. Juni 15:00 | (24:10) Bericht     |         |                   | Galpharm Stadium, Huddersfield Zuschauer: 4.200 Schiedsrichter: Ashley Klein |

| 4. Juni 16:05 | Leeds Rhinos   | 36 : 18 | Harlequins RL | Headingley Carnegie Stadium, Leeds Zuschauer: 5.332 Schiedsrichter: Karl Kirkpatrick |
| 4. Juni 16:05 | (12:0) Bericht |         |               | Headingley Carnegie Stadium, Leeds Zuschauer: 5.332 Schiedsrichter: Karl Kirkpatrick |

## Halbfinale
| 29. Juli 12:30 | Hull Kingston Rovers | 0 : 50 | St Helens | Galpharm Stadium, Huddersfield Zuschauer: 12.868 Schiedsrichter: Karl Kirkpatrick |
| 29. Juli 12:30 | (0:24) Bericht       |        |           | Galpharm Stadium, Huddersfield Zuschauer: 12.868 Schiedsrichter: Karl Kirkpatrick |

| 30. Juli 15:00 | Huddersfield Giants | 30 : 12 | Leeds Rhinos | Odsal Stadium, Bradford Zuschauer: 12.574 Schiedsrichter: Richard Silverwood |
| 30. Juli 15:00 | (12:12) Bericht     |         |              | Odsal Stadium, Bradford Zuschauer: 12.574 Schiedsrichter: Richard Silverwood |

## Finale
| 26. August | St Helens                                                                           | 42 : 12        | Huddersfield Giants                                 | Twickenham Stadium, London Zuschauer: 65.187 Schiedsrichter: Richard Silverwood |
| 26. August | Versuche: Wilkin (2), Cayless, Fa'asavalu, Long, Lyon, Talau Erhöhungen: Lyon (7/7) | (12:6) Bericht | Versuche: Aspinwall, Paul Erhöhungen: De Vere (2/2) | Twickenham Stadium, London Zuschauer: 65.187 Schiedsrichter: Richard Silverwood |

| 1                  | Paul Wellens      |
| 2                  | Ade Gardner       |
| 3                  | Jamie Lyon        |
| 4                  | Willie Talau      |
| 5                  | Francis Meli      |
| 6                  | Leon Pryce        |
| 7                  | Sean Long         |
| 17                 | Paul Anderson     |
| 9                  | Keiron Cunningham |
| 10                 | Jason Cayless     |
| 12                 | Jon Wilkin        |
| 13                 | Paul Sculthorpe   |
| 16                 | Jason Hooper      |
| Auswechselspieler: |                   |
| 11                 | Lee Gilmour       |
| 14                 | James Roby        |
| 19                 | James Graham      |
| 23                 | Maurie Fa'asavalu |

| 1                  | Paul Reilly      |
| 2                  | Martin Aspinwall |
| 11                 | Chris Nero       |
| 4                  | Michael De Vere  |
| 5                  | Stuart Donlan    |
| 6                  | Chris Thorman    |
| 7                  | Robbie Paul      |
| 15                 | Paul Jackson     |
| 9                  | Brad Drew        |
| 10                 | Jim Gannon       |
| 8                  | Eorl Crabtree    |
| 20                 | Andy Raleigh     |
| 13                 | Stephen Wild     |
| Auswechselspieler: |                  |
| 12                 | Steve Snitch     |
| 14                 | Stuart Jones     |
| 17                 | Paul Smith       |
| 18                 | Wayne McDonald   |